# Villaherreros
Villaherreros é um município da Espanha na província de Palência, comunidade autónoma de Castela e Leão, de área 40,67 km² com população de 252 habitantes (2004) e densidade populacional de 6,20 hab/km².

## Demografia
| Variação demográfica do município entre 1991 e 2004 | Variação demográfica do município entre 1991 e 2004 | Variação demográfica do município entre 1991 e 2004 | Variação demográfica do município entre 1991 e 2004 |
| --------------------------------------------------- | --------------------------------------------------- | --------------------------------------------------- | --------------------------------------------------- |
| 1991                                                | 1996                                                | 2001                                                | 2004                                                |
| 339                                                 | 304                                                 | 248                                                 | 252                                                 |

## Links
- Inforación, Historia y Fotos de Villaherreros (em castelhano)